# Giulio Nascimbeni
Giulio Nascimbeni (Sanguinetto, 27 ottobre 1923 – Sanguinetto, 28 gennaio 2008) è stato un giornalista e scrittore italiano.

## Biografia
La carriera giornalistica di Nascimbeni iniziò molto presto, a 16 anni, con un elzeviro pubblicato sul quotidiano veronese L'Arena. 
Laureato in Lettere Antiche all'Università Cattolica di Milano con la tesi "Correnti e individualità del teatro italiano dalla reazione al Verismo ai giorni nostri", dopo un breve periodo d'insegnamento fu assunto nel 1958 al giornale "L'Arena" di Verona, alla cui terza pagina collaborava da anni. Per qualche tempo fu anche direttore del "Nuovo Adige". 
Nel 1960 fu chiamato al Corriere d'Informazione dal direttore in persona, Gaetano Afeltra: lavorò al Corriere della Sera per quasi 50 anni. Diresse Storia illustrata e fu vicedirettore e direttore della Domenica del Corriere. 
Lavorò anche in televisione, dove tra il 1965 e il 1966 curò, in collaborazione con Luigi Silori, la trasmissione "Segnalibro"; tra il 1967 e il 1975 condusse Tuttilibri, altra trasmissione dedicata alla letteratura; inoltre diresse trasmissioni culturali per la televisione svizzera. Tra le sue più famose interviste per il Corriere della Sera, quelle a Georges Simenon, Biagio Marin, Erich Fromm, Marguerite Yourcenar, Günter Grass, Jorge Luis Borges, Pier Paolo Pasolini, Alberto Moravia, Italo Calvino, Enzo Biagi, Indro Montanelli, Alda Merini, Dino Buzzati, Eugenio Montale (sua è la voce "Montale" nell'Enciclopedia Europea Garzanti), Carlo Castellaneta, Carlo Bo, Alberto Bevilacqua, Oriana Fallaci, Fernanda Pivano, Leonardo Sciascia, Norberto Bobbio.
Dal 1974 ebbe la responsabilità, come redattore capo, della terza pagina e del supplemento "Libri/Arte" del Corriere della Sera.
Tra i premi e riconoscimenti ottenuti, Premio Castello (Sanguinetto) con "Pianura" nel 1948, Premio Abazia della Vangadizza (Badia Polesine) con singole poesie nel 1949, Medaglia d'oro per la benemerenza civica del Comune di Milano nel 1984, Premio Bagutta e Premio Estense con "Il calcolo dei dadi" nello stesso anno. Per l'attività e la carriera: Premio Capri, Goethe di Malcesine, Gonella di Venezia e Masi-Civiltà veneta.
Partecipò e fu presidente di diverse giurie di premi letterari come Strega, Bagutta, Campiello, Nonino, 12 Apostoli e Masi.
Fino a pochi mesi prima della morte, continuò a curare una rubrica letteraria sul Corriere.
Il figlio Enrico Nascimbeni, cantautore, giornalista, scrittore e poeta, gli dedicò i brani musicali Padre (1979), Eugenio (2002) e Mio Padre Adesso è un Aquilone (2008).
In occasione del centenario, Giulio Nascimbeni è stato ricordato al Liceo Cotta di Legnago, liceo che frequentò negli studi superiori e al Teatro Zinetti di Sanguinetto, suo paese natale, con la presenza del Prof. Stefano Vicentini, Marzio Breda, scrittore, editorialista e quirinalista del Corriere della Sera e del memorialista e archivista Lorenz Zadro.
Nel 2025, scritto in occasione del centenario dalla nascita di Giulio Nascimbeni, il docente e giornalista Stefano Vicentini pubblica il libro La Firma del Paron. Giulio Nascimbeni, il signore della Terza Pagina (Ianieri Edizioni). Il volume racconta il ruolo fondamentale di Nascimbeni nel rinnovare il giornalismo culturale italiano, la scrittura, la critica e l'analisi attraverso cento suoi articoli.

## Opere
- 1952 - Pianura (Edizioni Vita Veronese)
- 1969 - Montale. Biografia di un Poeta (Longanesi & C.) - prima edizione
- 1975 - Montale. Biografia di un "poeta a vita" (Longanesi & C.) - seconda edizione
- 1977 - Potere violenza famiglia. L'Italia dei tardi Anni Settanta (SugarCo)
- 1982 - Il Garda (Edizioni Futuro)
- 1984 - Il Calcolo dei Dadi. Storie di Uomini e di Libri (Bompiani)
- 1986 - Montale. Biografia di un Poeta (Il Leggio) - terza edizione
- 1997 - Meriggiare Pallido e Assorto. Poesie e Prose scelte di Eugenio Montale (Longanesi & C.)
- 2002 - Caro Gesù Bambino con Giulio Nascimbeni (Edizioni Paoline)
- 2018 - Montale. Biografia di un Poeta (Il Leggio) - quarta edizione

## Opere dedicate
- 2025 - La Firma del Paron. Giulio Nascimbeni, il signore della Terza Pagina (Stefano Vicentini, Ianieri Edizioni)